# 무성 후치경 연구개 마찰음
무성 후치경 연구개 마찰음은 무성 후치경 마찰음과 무성 연구개 마찰음을 동시에 내는 소리이다. 스웨덴어에서, 정서법상 sj, skj, stj, sch, ti(일부), sk(전설 모음 앞에 오는 경우에 한함)로 표기되는 발음에서 나타난다. 국립국어원의 외래어 표기법에서는 '시'로 쓰지만 뒤따르는 모음과 합쳐 적는다.